# Dicyanoaurate(I) de potassium
Le dicyanoaurate(I) de potassium est un composé chimique de formule K[Au(CN)2].

## Composition
Il s'agit du sel de potassium K+ et de dicyanoaurate(I) [Au(CN)2]−, contenant 68,2 % d'or en masse.

## Utilisation
C'est un intermédiaire du procédé d'extraction de l'or par cyanuration au cyanure de potassium KCN :
4 Au + 8 KCN + O2 + 2 H2O → 4 K[Au(CN)2] + 4 KOH
L'or ainsi extrait par le dicyanoaurate est ensuite déplacé par le zinc pour être récupéré :
2 K[Au(CN)2] + Zn → K2[Zn(CN)4] + 2 Au